# Baynia odontota
Baynia dismutata es una especie de polillas de la familia Geometridae. Fue descrita por primera vez por Louis Beethoven Prout en 1910 y se puede encontrar distribuidas en Argentina.
Tiene cierta relación con el genero de Chile, Triptila.